# Olepovačka hran
Ruční olepovačky hran jsou využívané především v dřevoobráběcím průmyslu, kde se používají k nalepování hran na dílce. Základní funkcí hrany na nábytkových dílcích je uzavřít spoj desky tak, aby se do něj nedostala vlhkost, která by jinak desku zničila. Funkčnost hrany je dnes již propojena i s celkovým designem. Hrany jsou vyráběné v široké škále dekorů a dokreslují tak celkový dojem nábytku. Nejrozšířenějšími hranami v dřevařském průmyslu jsou hrany plastové, které jsou vyrobeny z PVC a ABS materiálů, a hrany z přírodních materiálů jako je dýha nebo nákližek.

## Způsoby olepování
Tradiční systém olepování

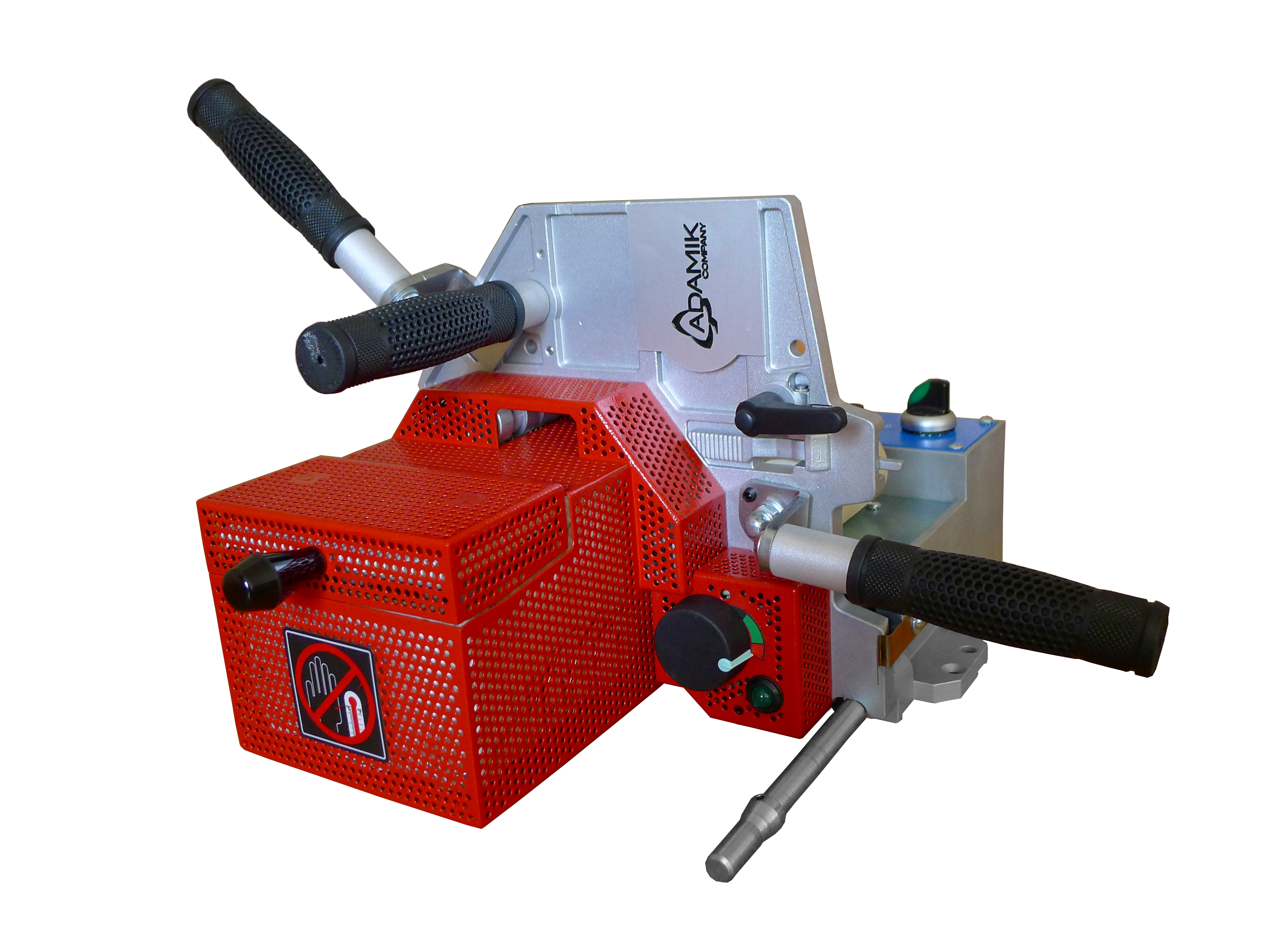
Ruční olepovačka hran

Hlavní konstrukční výhodou ruční olepovačky, v porovnání se stacionárními olepovačkami, které jsou na trhu mnohem déle, je způsob lepení. U lepení na stacionárním stroji je v pohybu dílec, na který se nalepuje hrana, zatímco při lepení ruční olepovačkou se pohybuje stroj okolo dílce. Tuto výhodu využijeme především při lepení tvarových dílců větších rozměrů, jako jsou stolové desky. Některé typy ručních olepovaček lze navíc upnout do stolu a získat tak stacionární verzi tohoto stroje. Většina ručních olepovaček dostupných na trhu nanáší lepidlo na pásku. Tato technologie je hojně rozšířena především u ručních olepovaček a některých stacionárních olepovaček na tvarové dílce. 
Nový trend olepování
Naproti tomu většina automatických stacionárních olepovaček nanáší lepidlo přímo na dílec, kdy se lepidlo dostává více do struktury dřeva a vytvoří tak pevnější spoj mezi dílcem a páskou. V roce 2013 byla uvedena na trh ruční olepovačka hran s technologií nanášení lepidla na dílce, díky které se kvalita spoje dorovnala mnohem dražším automatickým stacionárním strojům.